# Igreja da Misericórdia (Angra do Heroísmo)

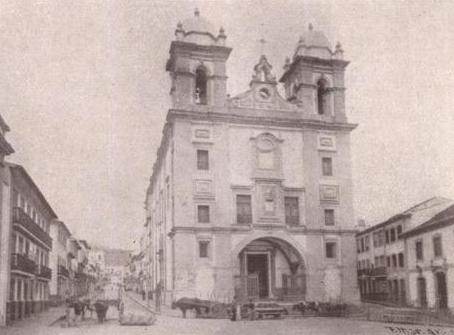
"Cidade de Angra - Egreja da Misericórdia" (Álbum Açoriano, 1903).

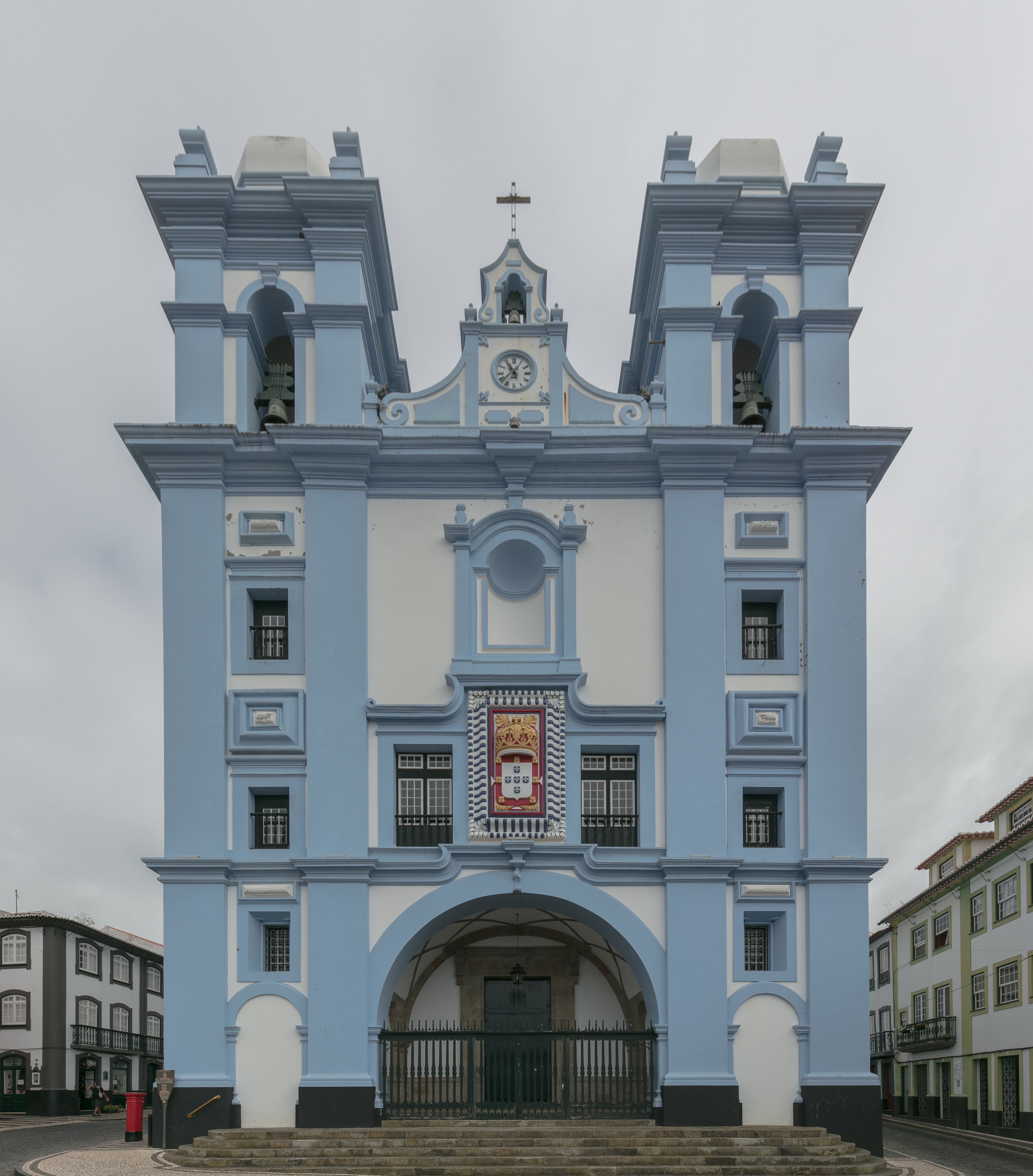
Fachada.

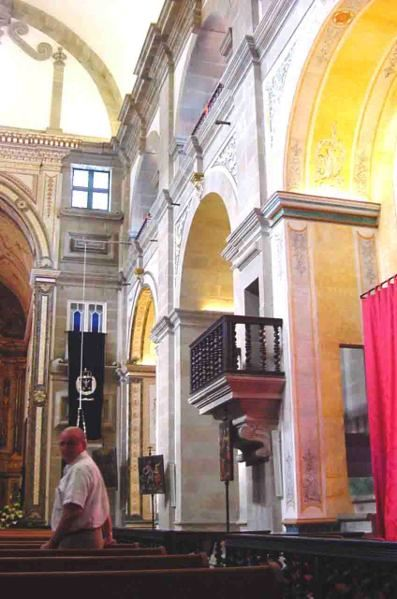
Igreja da Misericórdia: interior.

A Igreja da Misericórdia, ou Igreja da Santa Casa da Misericórdia de Angra Heroísmo, localiza-se no Pátio da Alfândega, na confluência das ruas Direita e do Santo Espírito, no Centro Histórico de Angra do Heroísmo, na ilha Terceira, Região Autónoma dos Açores, em Portugal.
A Igreja da Misericórdia encontra-se classificada como Imóvel de Interesse Público desde 1978.

## História

### Antecedentes
O primeiro capitão do donatário de Angra, João Vaz Corte-Real, e demais confrades da irmandade do Espírito Santo instituíram por compromisso, a 15 de Março de 1492, na então vila de Angra, o primeiro hospital dos Açores. Destinava-se não apenas ao tratamento dos pobres e desvalidos, mas também dos enfermos enfraquecidos pelas longas viagens marítimas.
Situava-se na Ermida de Santo Espírito, vizinha à atual Igreja da Misericórdia, junto aos portões do mar no Pátio da Alfândega, que comunicavam com o cais por uma pequena rampa. 
Pouco depois, em 1498, a confraria foi absorvida pela Casa da Misericórdia que, no compromisso fundacional tinha tinha consignada a construção de uma pequena igreja, adaptada à morfologia das ruas Direita e de Santo Espírito. O templo assim erguido apresentava fachada de três portas, encimadas por um óculo, voltada para a rua Direita, numa orientação Ocidente-Oriente, com largura maior do que o comprimento. Comunicava-se com o hospital por um passadiço elevado sobre a rua de Santo Espírito, detalhes que podem ser confirmados pela observação da carta de Jan Huygen van Linschoten (1595).

### O atual templo
O atual templo data do século XVIII, tendo a sua pedra fundamental sido lançada em 21 de Outubro de 1728, pelo Bispo de Angra, D. Manuel Álvares da Costa. As obras prolongaram-se por quase duas décadas, sendo consagrada em 4 de Junho de 1746, pelo Vigário-geral Manuel dos Santos Rolim (SANTOS, 1904).
No século XVIII esta igreja abrigava a Ordem de Nossa Senhora do Carmo, com a respectiva imagem, em virtude de contrato firmado em 22 de Fevereiro de 1766 com a Mesa da Misericórdia. A 17 de Março de 1804, esta foi transferida para a Igreja do Colégio de Angra, após despacho favorável da Junta da Fazenda, na pessoa do general conde de Almada, datado de 12 do mesmo mês, e concessão do bispo D. José Pegado de Azevedo (SANTOS, 1904).
No século XIX transferiu-se o hospital para o Convento das Concepcionistas, à Guarita.
O templo pertence atualmente à Santa Casa de Misericórdia de Angra do Heroísmo.
Encontra-se classificada como Imóvel de Interesse Público pelo Decreto n.º 95/78, de 12 de Setembro, classificação consumida por inclusão no conjunto classificado da Zona Central da Cidade de Angra do Heroísmo, conforme a Resolução n.º 41/80, de 11 de Junho, e artigo 10.º e alínea a) do artigo 57.º do Decreto Legislativo Regional n.º 29/2004/A, de 24 de Agosto.

## Características
Apresenta planta retangular com duas torres ladeando a fachada, cada uma delas encimada por um zimbório de pedra.
O pórtico foi considerado "acanhado e desproporcionado com a grandeza do templo" (SANTOS, 1904). Acima do pórtico, inscrevem-se as Armas Reais, encimadas por um nicho a meio do frontão (atualmente sem imagem), por um relógio e, em remate, uma pequena sineira que suporta uma cruz de ferro. O frontão é ladeado por duas pequenas torres sineiras quadrangulares, culminando cada uma num pequeno zimbório de pedra.
O seu interior é de uma só nave, possuindo, ao fundo uma espaçosa capela-mor (onde se encontra unicamente o Sacramento), seis capelas laterais, sobre as quais corre uma galeria com varandas sobre o interior do templo. São elas (SANTOS, 1904):
- Do lado do Evangelho:
  - Capela do Espírito Santo
  - Capela de Nossa Senhora da Natividade
  - Capela da Santa Cruz
- Do lado da Epístola:
  - Capela do Senhor Cristo da Misericórdia
  - Capela da Divina Pastora
  - Capela do Senhor Jesus das Chagas

No altar do Senhor Cristo da Misericórdia venera-se uma escultura do Senhor Santo Cristo, padroeiro da cidade.
Sobre o paravento da igreja desenvolve-se um largo coro alto, com órgão próprio.
Por detrás da capela-mor encontrava-se a sala das sessões da Misericórdia.
Nesta igreja destaca-se ainda um belo quadro a óleo representando a descida dos Apóstolos, e as chamadas "catacumbas", galerias abertas por baixo do piso para a instalação de colunas de aço para a sustentação do templo.